# Maanziekte
Maanziekte of lunatisme is een vermeende geestesziekte waar geen wetenschappelijk bewijs voor bestaat.

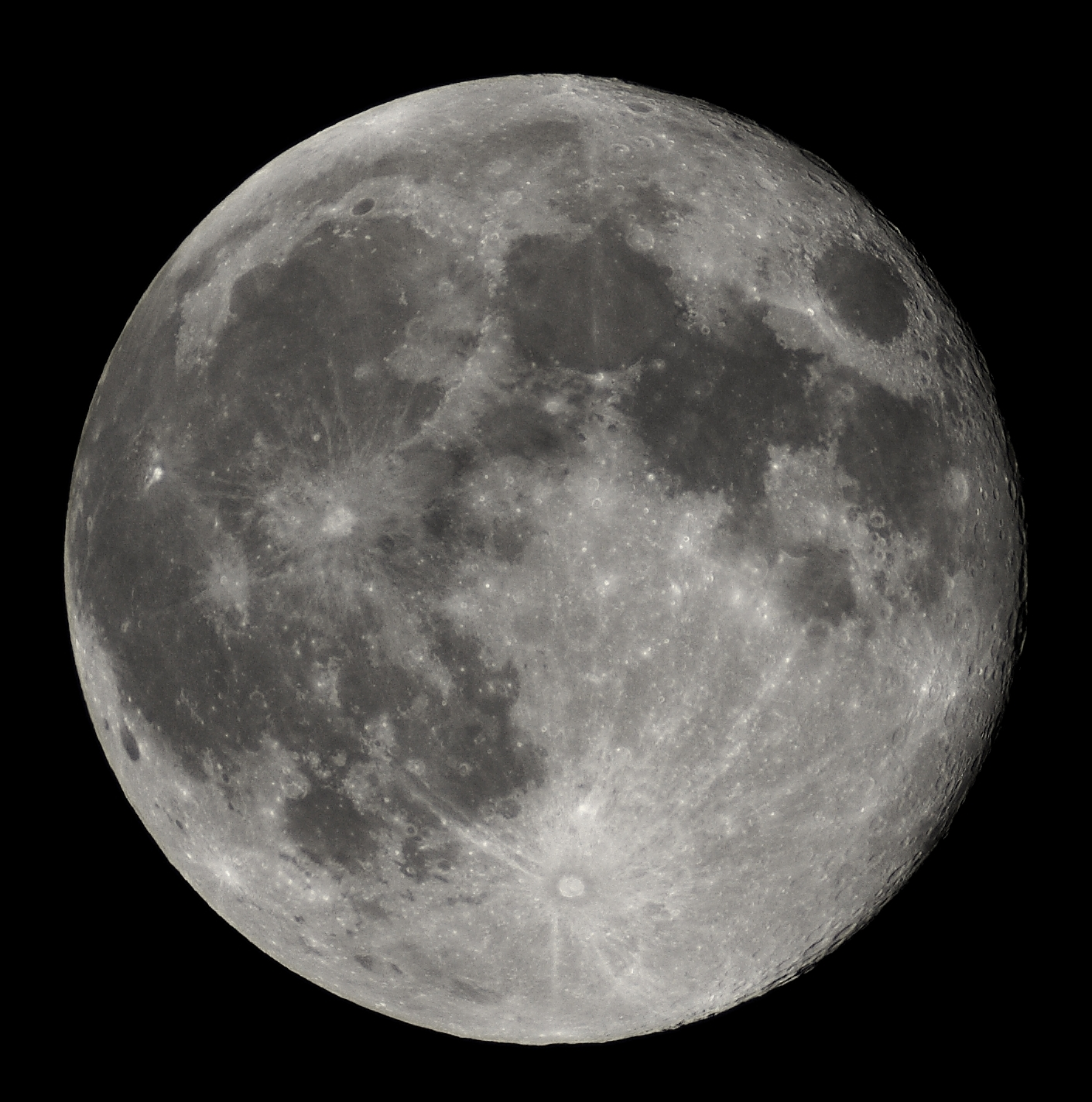
Onderzoek heeft aangetoond dat er geen verband bestaat tussen volle maan en psychische problemen.

Maanziekte zou volgens de folklore stemmingswisselingen veroorzaken wanneer de maan in oppositie met de zon verkeert, in haar fase van volle maan. 
Het woord maanziekte wordt al in 1332 vermeld. De term is een vertaling van het Latijnse woord lunaticus, dat is afgeleid van luna (maan) en verwees naar epilepsie en waanzin, ziekten waarvan men dacht dat ze door de maan werden veroorzaakt. Ook werd slaapwandelen in verband gebracht met maanziekte.
Volgens oud volksgeloof vond een aanval van maanziekte plaats tijdens volle maan omdat de maan een zinsverbijsterende werking zou hebben.
In de middeleeuwen was maanziekte (of séleniathomai) de term voor epilepsie. Remedie was dan het eten van knolselderij. De Grieken noemden de selderij sélinon, afgeleid van sélène, wat maan betekent.
Maanziekte is niet wetenschappelijk bewezen. Wetenschappelijk onderzoek heeft geen verband aangetoond tussen maanfasen en het voorkomen van psychische problemen. De aandoening is een folkloristisch geloof.
De Engelse termen lunacy (gekte) en lunatic of loony ("gek") stammen af van dit geloof in maanziekte.
In het Nieuwe Testament van de Bijbel wordt verhaald dat Jezus een maanzieke geneest. De oude teksten vermelden (ho hyios mou), hóti selêniádzetai kaì kakôs páschei. En: (filius meus), quia lunaticus est et male patitur. Vertaling: "(Mijn zoon), want hij heeft de vallende ziekte en lijdt er ernstig onder." De vader beschrijft dat zijn kind "dikwijls in het vuur valt en dikwijls in het water".
In de Italiaanse film Kaos naar vijf novellen van Luigi Pirandello komt een maanzieke man voor.